# Partit Popular Suís
El Partit Popular Suís (PPS) o Unió Democràtica de Centre (UDC) (alemany Schweizerische Volkspartei (SVP), francès Union Démocratique du Centre (UDC), en italià Unione Democràtica di Centre (UDC), i en romanx Partida Populara Svizra (PPS) és un partit polític suís de dreta conservadora. Es postula com a partit d'"extrema dreta" enmig del govern suís. És el partit amb major nombre de consellers nacionals, amb un poc més d'una quarta part dels escons. El partit és presidit des de l'1 de març de 2008 per Toni Brunner. Actualment no es troba representat a l'executiu suís.

## Història
La UDC va néixer el 22 de setembre de 1971 a partir de la fusió del Partit de Camperols, Artesans i Ciutadans (PAB) (fundat a Zúric en 1917 sota el nom de Partit dels Camperols, reanomenat en 1937 després de la constitució d'un partit nacional a partir de les seccions de Zuric i Berna) i de dos partits democràtics de la Suïssa alemanya (Glarus i els Grisons); gràcies a aquesta filiació, el PPS ha estat i és sovint anomenat partit agrari.
El partit participa en el govern des de 1929, primer sota el nom de PAB, i després com a SVP/UDC. El partit va començar a reforçar-se des de principis dels anys 1990 sota l'impuls de Christoph Blocher que afirma voler fer del PPS una força reactiva. La seva victòria el 1992 amb l'adhesió de Suïssa a l'Espai Econòmic Europeu, un referèndum amb un marge de participació excepcionalment elevat, ha marcat la política suïssa. El PPS es desenvolupa en detriment dels partits tradicionals de dreta com el PRD, la formació més antiga de la Suïssa moderna, i del PDC.
El partit va obtenir l'11,1% de vots a les eleccions federals de 1991, 15% a les de 1995, 22,5% a les de 1999, 26,6% a les de 2003 i 29% a les de 2007, la qual cosa demostra la seva neta progressió. Segons una enquesta institucional feta davant prop de 20.000 joves i feta pública l'octubre de 2003 sota el títol d'Isola elvetica (Illa helvética), els electors del PPS són principalment persones sense formació professional i que disposen de baixos ingressos.
Fins a principis dels anys 2000, el PPS es va desenvolupar gairebé únicament als cantons de parla alemanya. L'ala camperola existent a Romandia seguia estable. A partir de les eleccions federals suïsses de 2003, el PPS ha vingut progressant fortament a Romandia i en la resta del país. El 10 de desembre de 2003, el seu líder i president Christoph Blocher va ser escollit en el lloc de Ruth Metzler-Arnold del Partit Demòcrata Cristià, amb el que va obtenir un escó en el Consell Federal (executiu suís) des de l'1 de gener de 2004, on va ocupar el lloc de cap del Departament Federal de Justícia i Policia. Llavors El PPS va disposar de dos escons al Consell Federal juntament amb el de Samuel Schmid.
Les eleccions federals suïsses de 2007 van fer que el partit centrés la seva campanya al voltant del seu conseller federal controvertit (Christoph Blocher). El PPS guanyà set escons al Consell Nacional de Suïssa (on té 62 escons de 200), amb 29% de vots, un resultat mai obtingut per un partit suís des dels radicals el 1920. No obstant això perdé un escó en el Consell dels Estats de Suïssa. Durant aquesta elecció, Ueli Maurer, llavors president del partit i un dels representants de l'ala zuriquenca (ell mateix és de Zuric), no va obtenir la seva entrada al Consell dels Estats; conserva no obstant això fàcilment el seu escó al Consell Nacional. Després de l'elecció del Consell Federal de Suïssa, el 12 de desembre, la PPS dels Grisons Eveline Widmer-Schlumpf, que no era candidata per a aquest lloc, és escollida en lloc de Christoph Blocher, gràcies a una aliança entre el PSS, Els Verds i el PDC. El 13 de desembre, Eveline Widmer-Schlumpf confirma que prendrà l'escó de Christoph Blocher. Des de llavors l'ala parlamentària del PPS exclou dels seus rangs als seus dos consellers federals, ja que els dos formen part de la línia moderada del partit, per la qual cosa aquest no es trobaria ben representat a l'executiu. El partit anuncia al mateix temps que planteja entrar en una estratègia de política d'oposició a nivell federal. El 2 de juny de 2008 la direcció decideix excloure la secció grisona del partit, després de la negativa de la secció cantonal d'expulsar Eveline Widmer-Schlumpf del partit.
Els membres de la secció grisona decideixen llavors formar un nou partit: Partit Burgès Democràtic, el qual acollirà cinc dies més tard els dissidents bernesos i glarunesos. Des de llavors el partit es troba sense representació directa al Consell Federal, encara que la situació hauria de canviar amb el retir de Samuel Schmid i l'elecció de la seva substituta.

## Posicionament polític
EL PPS té una ala més aviat conservadora de la qual formen part els dos consellers federals (Samuel Schmid i Evile Widmer-Schlumpf), i una ala nacionalista, antigament representada per Christoph Blocher. L'ala conservadora, també anomenada "ala camperola", està estancada. L'ala nacionalista, també dita "ala zuriquenca", ja que Christoph Blocher i Ueli Maurer són originaris del cantó de Zúric, captura la major part del debat polític i tendeix a suplantar l'altra ala.
El PPS és freqüentment qualificat pels seus adversaris i alguns periodistes de xenòfob. El PPS és també qualificat com a partit d'extrema dreta, essencialment a la part de Suïssa romanda i a l'estranger pels partits d'esquerra i una petita part de la premsa, sindicats, associacions antiracistes,
Entre els temes més recurrents del PPS es troben: la immigració, la independència nacional i la reducció del pes de l'Estat. Pel que fa a la immigració, el PPS lluita particularment per a endurir les condicions d'obtenció de l'asil polític: rebuig de demandes més eficaç, limitació de les ajudes socials, ampliació de les mesures administratives, etc. Són algunes d'aquestes posicions les que fan que el partit sigui tractat de xenòfob. Els seus mètodes de campanya, que van incloure cartells que mostraven diverses ovelles blanques rebutjant una ovella negra, li van valer acusacions de racisme. Entre altres coses, el ministeri públic del cantó del Valais va demanar al jutge cantonal que obrís un procés per incitació a l'odi racial contra el PPS de Valais, que va publicar un cartell que posava l'eslògan "Utilisez vós têtes!" (Utilitzeu el vostre cap!), mentre que al fons es podia apreciar una multitud de musulmans inclinats davant del Palau Federal. De manera general, mentre que els cercles liberals es van oposar a la norma anti-racista, un PPS com Christoph Blocher (convençut pel president de la comunitat israelita de Zuric), es van pronunciar inicialment a favor de la norma anti-racista, l'article 261 bis del Codi penal suís que castiga la discriminació racial com la negació del crim del genocidi, després quan es va aclarir la seva aplicació, van demanar que la norma fos abrogada o revisada en nom de la llibertat d'expressió.
Quant a la independència nacional, el PPS lluita contra els acostaments a les organitzacions internacionals, principalment la Unió Europea. També lluita per conservar la neutralitat militar, principalment contra l'enviament de soldats suïssos a l'estranger. La UDC ha lluitat amb èxit contra l'adhesió de Suïssa a l'Espai Econòmic Europeu, que els suïssos rebutjaren en un referèndum celebrat el 6 de desembre de 1992. Això li ha donat un lloc important en el debat polític nacional pel que fa a acords internacionals. No obstant això el 2002, la seva lluita contra l'adhesió de Suïssa a l'Organització de les Nacions Unides va fracassar. Aquesta posició aïllacionista és anomenada Alleingang.
Quant a l'Estat, s'oposa rotundament a les polítiques d'inspiració socialista. El partit tracta d'acabar la mentalitat de tutela que porta els ciutadans a ser subjecte depenent de l'Estat. A més el partit s'oposa a les pujades d'impostos i establiment de noves taxes.

### Línies polítiques
- Conservació de la neutralitat.
  - No a l'adhesió i col·laboració de Suïssa amb l'OTAN.
  - No a l'adhesió de Suïssa a la UE.
  - Contra la col·laboració pronunciada amb l'ONU.
- Conservació de l'exèrcit suís en la seva forma tradicional (exèrcit de milícies).
  - No a les missions a l'estranger (manteniment de la pau a Kosovo per exemple).
- Conservació de la democràcia directa.
- Contra una política d'asil mal controlada.
- Contra la naturalització automàtica dels estrangers de la tercera generació.
  - Contra els abusos en matèria d'asil.
- Seguretat interior reforçada (policia).
- Contra els subsidis mal determinats.
- Baixada d'impostos i reducció de les despeses de l'Estat.
- Millora de la xarxa d'autopistes del país.
- Contra l'abandó del transport individual en benefici del transport públic.
- Pel rol tradicional de la dona en la societat (mestressa de casa).
  - Contra els subsidis pagats a les famílies per a les despeses de les guarderies.
- Contra els narcòtics (contra la legalització del cànnabis).
- Contra les crítiques pel que fa a la política suïssa durant la Segona Guerra Mundial.

## Representació electoral
| Elecció | Vots    | %          | Escons al CN | +/– | Escons al CE | +/– |
| ------- | ------- | ---------- | ------------ | --- | ------------ | --- |
| 1971    | 217,908 | 11.1 (#4)  | 23 / 200     |     | 5 / 44       |     |
| 1975    | 190,445 | 9.9 (#4)   | 21 / 200     | 2   | 5 / 44       | =   |
| 1979    | 210,425 | 11.6 (#4)  | 23 / 200     | 2   | 5 / 46       | =   |
| 1983    | 215,457 | 11.1 (#4)  | 23 / 200     | =   | 5 / 46       | =   |
| 1987    | 211,535 | 11.0 (#4)  | 25 / 200     | 2   | 4 / 46       | 1   |
| 1991    | 240,353 | 11.9 (#4)  | 25 / 200     | =   | 4 / 46       | =   |
| 1995    | 280,420 | 14.9 (#4)  | 29 / 200     | 4   | 5 / 46       | 1   |
| 1999    | 440,159 | 22.5 (#1)  | 44 / 200     | 15  | 7 / 46       | 2   |
| 2003    | 561,817 | 26.6 (#1)  | 55 / 200     | 11  | 8 / 46       | 1   |
| 2007    | 672,562 | 28.9 (#1)  | 62 / 200     | 7   | 7 / 46       | 1   |
| 2011    | 641,106 | 26.6 (#1)  | 54 / 200     | 8   | 5 / 46       | 2   |
| 2015    | 740,954 | 29.4 (#1)  | 65 / 200     | 11  | 5 / 46       | =   |
| 2019    | 620,343 | 25.59 (#1) | 53 / 200     | 12  | 6 / 46       | 1   |
| 2023    | 713,471 | 27.93 (#1) | 62 / 200     | 9   | 6 / 46       | =   |